# Varazes Genelo Genúnio
Varazes Genelo Genúnio (em latim: Varazes Genelus; em armênio/arménio: Վարազ-Գնել; romaniz.: Varaz-Gnel) foi um nobre bizantino de origem armênia do século VII, ativo sob o imperador Heráclio (r. 610–641). 

## Nome
Varazes é a forma latina do armênio Varaz (Վարազ), que derivou do persa médio e parta Varaz (Warāz), que por sua vez derivou do avéstico Varaza (Warāza, "javali selvagem"). Foi registrado em grego como Barazes (Βαράζης, Barázēs), Uarazes (Ουαράζης, Ouarázēs) e Guraz (Γουραζ, Gouraz). Genelo (Genelus), por sua vez, é a forma latina do armênio Guenel (Գնել, Gnel), que derivou do verbo gneay (գնեայ), "comprar".

## Vida

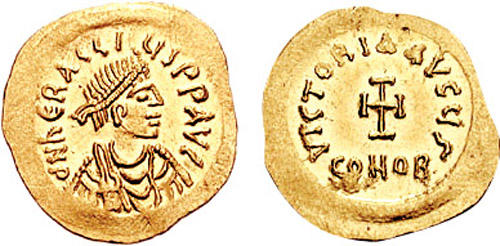
Tremisse de Heráclio r.

A parentela de Varazes Genelo é incerta, exceto que pertencia à família Genúnio. É possível que tenha sido irmão de Mecécio II. Quando Mecécio conspirou contra o marzobã Basterotes II, ele ou Gariquepete ajudaram na tentativa de capturar o oficial persa, mas Basterotes fugiu e se refugiou com o imperador Heráclio (r. 610–641), que reconheceu o ardil de que foi vítima e o elevou à dignidade de patrício. Em 635/7, foi morto em combate com Mecécio pelo rebelde Davi Sarones.